# 에더강

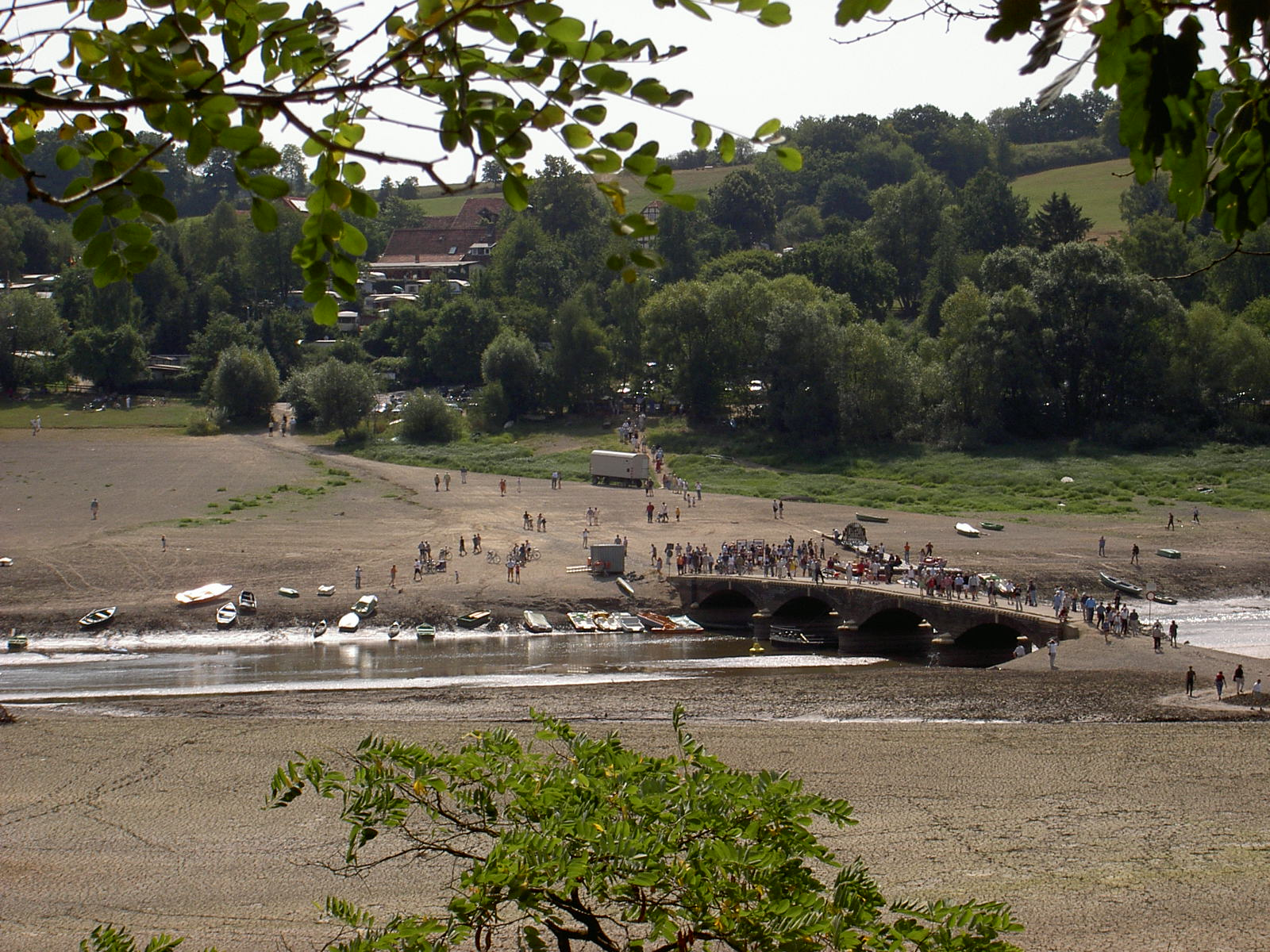
에더강

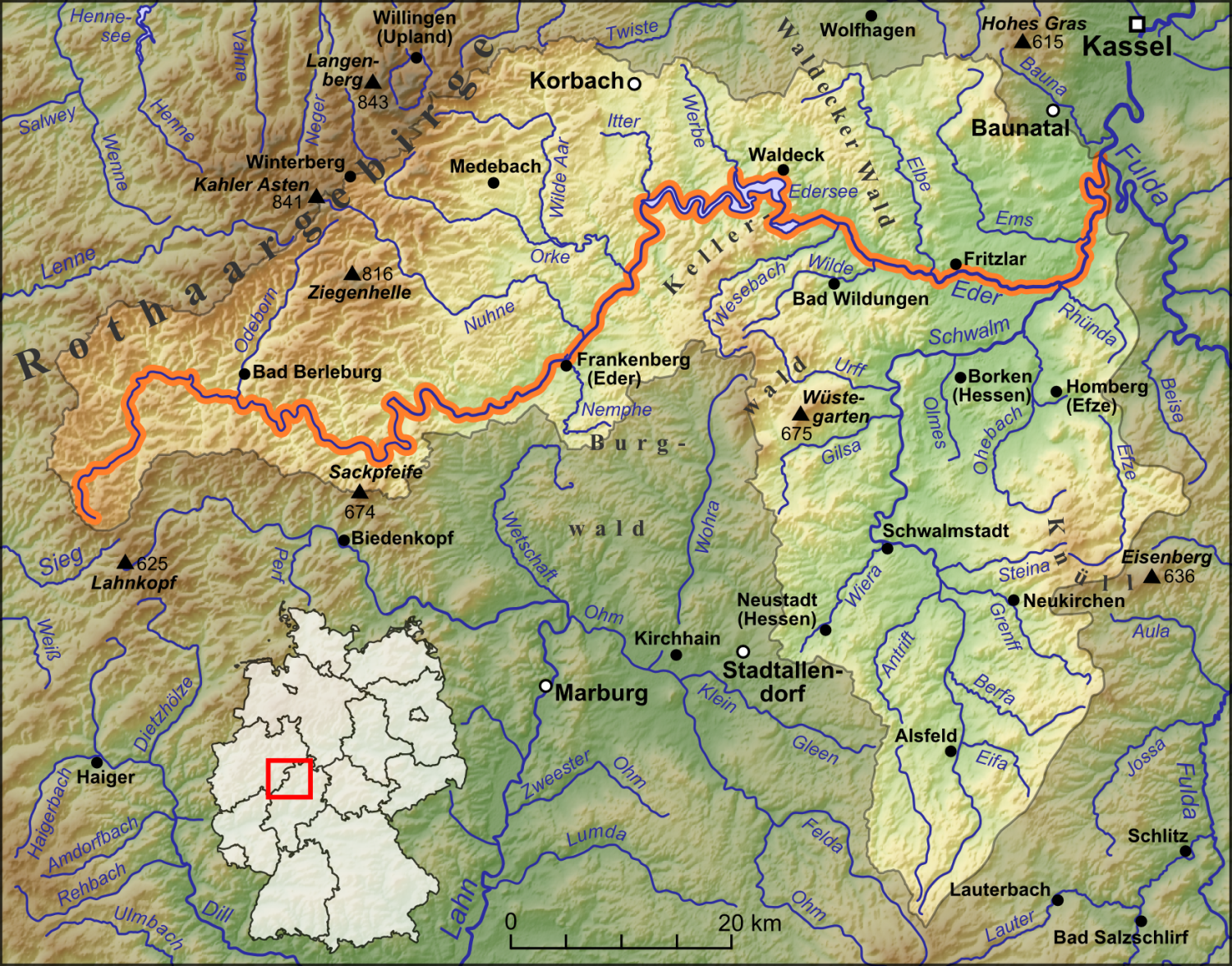
에더강 지도

에더강(독일어: Eder)은 독일 서부에 위치한 강으로 길이는 177 km, 수원지의 높이는 634 m, 유역 면적은 3,362 km2이다.
노르트라인베스트팔렌주 동부에 위치한 에더코프 산(Ederkopf)에서 발원하여 동쪽으로 흐른 다음에 헤센주 에더뮌데(Edermünde)에서 풀다강과 합류한다. 발데크 인근에는 1914년에 준공된 수력 발전소인 에더 댐이 있다.